# Comilla
Comilla o Comillah o Kumilla (bengalí কুমিল্লা) és una ciutat i municipi de Bangladesh a la divisió de Chittagong, capital del districte de Comilla (abans districte de Tipperah). Està situada a 23° 27′ 55″ N, 91° 13′ 18″ E / 23.46528°N,91.22167°E. La població segons el cens per municipis (paurashava) del govern de Bangladesh era de 166.519 habitants. El 1881 la població era de 13.372 habitants i el 1901 de 19.169. A la ciutat hi ha diversos dipòsits d'aigua entre els quals el de Dharm Sagar construït pel raja de Tripura a la primera meitat del segle xv. Comilla disposa d'un aeroport (codi AITA: CLA).

## Història
Va formar part del dominis del raja de Tripura, el qual va ser tributari del rages d'Harikela al segle ix. El 1764 hi va haver una important revolta de camperols a la zona dirigida per Samsher Gazi. El 1765 va passar sota administració de la Companyia Britànica de les Índies Orientals i erigit en capital d'un districte. El 1864 es va constituir la municipalitat. El 1960 l'entitat administrativa (districte de Tipperah) va agafar el nom de la ciutat.

## Nota
1. ↑  [enllaç sense format] http://www.bbs.gov.bd/